# Линдсей, Эрик Мервин
Эрик Мервин Линдсей (англ. Eric Mervyn Lindsay; 26 января 1907, Портадаун, Арма — 27 июля 1974, Арма) — ирландский астроном, кавалер Ордена Британской империи (1963), член Ирландской королевской академии, руководитель Арманской обсерватории.

## Биография
Родился 26 января 1907 года, недалеко от Портадауна, графстве Арма, в семье Ричарда и Сьюзан Линдсей. Учился в дублинском The King's Hospital, затем поступил в Королевский университет в Белфасте, где в 1928 году получил степень бакалавра наук и в 1929 году степень магистра. Позже поступил в Гарвардский университет, в 1934 году получил докторскую степень.
Переехал в ЮАР, где учился в аспирантуре. В 1937 году, вернулся в Ирландию и занял пост руководителя Арманской обсерватории, который занимал до самой смерти. Умер от сердечного приступа в 1974 году.

## Личная жизнь
20 мая 1935 года женился на Сильвии Масселлс в Кейптауне. Сын — Дерек Майкл Линдси (род. 1944 год) — профессор химии в Нью-Йорке. Умер в 1999 году.